# Werthenbach Holding
Die Werthenbach Holding GmbH & Co. KG ist ein Handelsunternehmen mit Sitz im ostwestfälischen Bielefeld. Das Familienunternehmen vertreibt deutschlandweit an 13 Standorten Autoteile sowie technische Produkte für die Industrie.

## Geschichte
Carl Werthenbach gründete im Mai 1932 seine Firma in Bielefeld. Er begann mit dem Handel für Kfz-Teile. In den Folgejahren wurde das Unternehmen um den Geschäftsbereich Industrietechnik erweitert. 1957 erfolgte der Umzug in einen Neubau und die ersten Verkaufsräume kamen hinzu. Die Hydrauliksparte für den Anlagenbau wurde eigenständig. Geliefert werden seitdem Handelsprodukte und im Haus gefertigte Sonderaggregate. In den folgenden Jahrzehnten bis heute investierte das Unternehmen in verschiedene Filialen in Nord- und Mitteldeutschland und baute insgesamt 13 Standorte auf.

## Unternehmen
Die Werthenbach Holding GmbH & Co. KG ist ein in dritter Generation familiengeführtes Handelsunternehmen. Werthenbach entwickelt branchenspezifische Komplettlösungen für Fachhandel, Industrie und Kfz-Werkstätten und bietet Service-Dienstleistungen in der industriellen Fertigung beim Maschinenbau. Das Unternehmen vertreibt an 13 Standorten in Nord- und Mitteldeutschland Autoteile und technische Produkte für die Industrie.
Folgende Unternehmen und Gesellschaften gehören zur Werthenbach Gruppe:
- Werthenbach Holding GmbH & Co. KG, Bielefeld
  - Carl Werthenbach Konstruktionsteile GmbH & Co. KG, Bielefeld
    - Werthenbach Hydraulik-Antriebstechnik GmbH, Bielefeld
    - Werthenbach Aerospace GmbH, Bielefeld.